# Floppy disk drive
Un floppy disk drive (abbreviato floppy drive o FDD, traducibile in italiano come unità a dischi floppy) è un tipo di periferica che si contraddistingue per essere destinato esclusivamente alla lettura e/o scrittura dei floppy disk.

## Storia
È stato presente sulla maggior parte degli home computer e personal computer a partire dagli anni '70 del XX secolo. A partire dai primi anni 2000 le unità floppy non sono più montate all'origine e occorre utilizzare, se necessario, il drive esterno con interfaccia USB. L'unico formato di floppy disk che viene utilizzato è quello da 3½ pollici mentre negli anni ottanta, prima della disponibilità di tale formato, la maggior parte dei PC usava floppy da 5¼ pollici. Ad oggi è stato sostituito da altre memorie di massa quali i CD-R, i DVD e le chiavi USB.

## Caratteristiche
Normalmente il floppy disk drive è in grado sia di leggere che di scrivere i floppy disk, ma inizialmente sono stati prodotti anche floppy disk drive in grado solo di leggere i floppy disk. Un floppy disk drive in grado solo di leggere il disco è chiamato, più specificatamente, "lettore di floppy disk" ("lettore di floppy", "lettore floppy"), termine talvolta usato anche per i FDD con capacità di scrittura.

## Tipologie
In base al formato del floppy disk che il floppy disk drive è in grado di leggere e/o scrivere, si distinguono le seguenti tipologie di floppy disk drive:
- floppy disk drive da 8 pollici;
- floppy disk drive da 5¼ pollici;
- floppy disk drive da 3½ pollici.

A parte le periferiche di tipo fisse descritte di seguito, sono in commercio anche unità floppy portatili con interfaccia USB (tipicamente da 3½ pollici).

### Floppy disk drive da 5¼ pollici

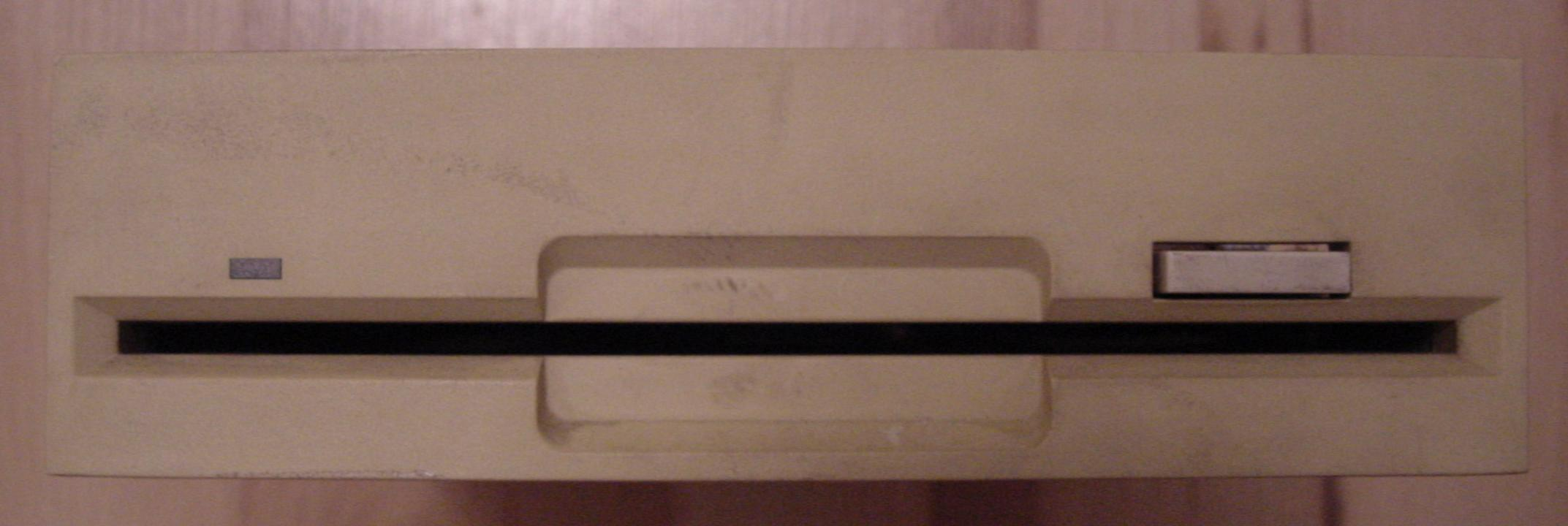
Un drive per floppy disk da 5¼ pollici; 1,2 MB

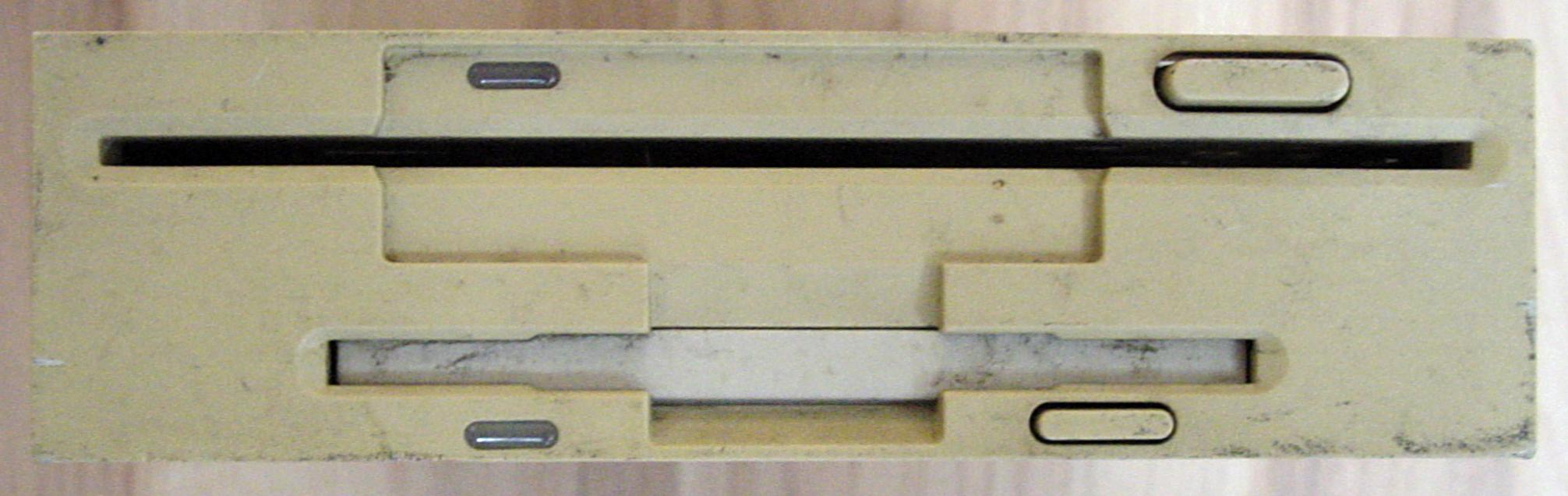
Un drive per floppy disk da 5¼ pollici e 3½ pollici; 1,2 MB e 2,88 MB

Il drive per i dischi da 5¼ pollici misura circa 148 x 43 x 210 mm.
È sprovvisto di sistemi che controllano il corretto inserimento del disco nell'unità. La posizione corretta di inserimento è quella con l'etichetta sul lato superiore, e il lato che presenta la finestrella di lettura (quella ovale attraverso la quale si vede il supporto magnetico) deve essere il primo ad entrare nel lettore.
Normalmente il movimento di avvicinamento delle testine al supporto magnetico e il contemporaneo blocco in posizione del dischetto nell'unità avviene azionando (spesso ruotando) un meccanismo a leva.

### Floppy disk drive da 3½ pollici

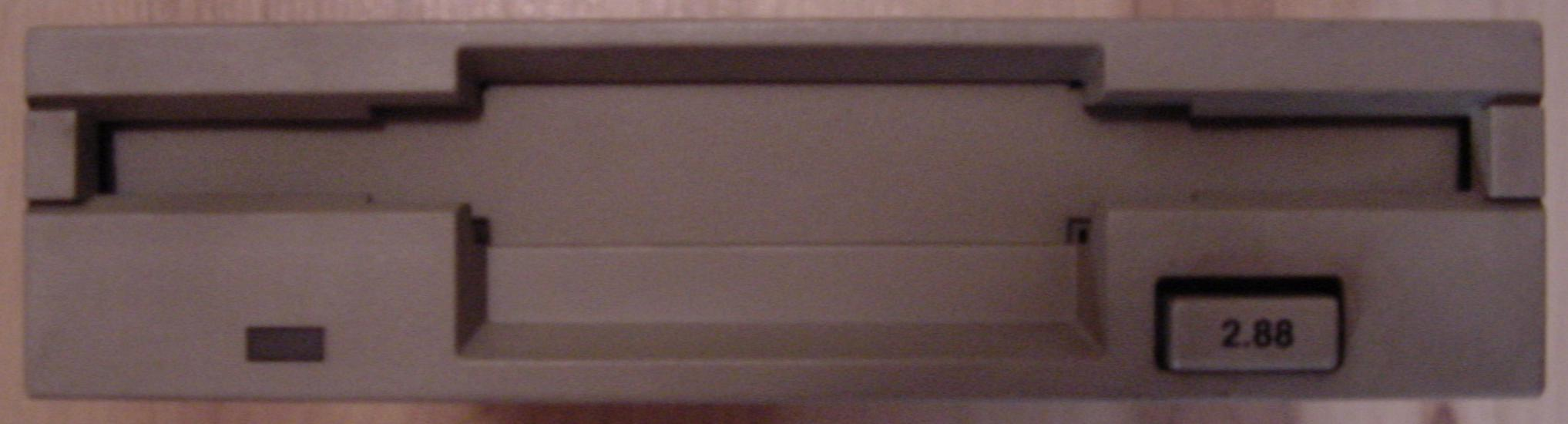
Un drive per floppy disk da 3½ pollici; 2,88 MB

Il drive per i dischi da 3½ pollici misura 4 (l) x 1 (h) x 6 (p) pollici, pari a circa 102 x 25 x 150 mm.
La forma dei dischi ed una serie di meccanismi interni impediscono l'inserimento del disco in posizioni diverse da quella corretta. Il movimento delle testine verso il disco viene comandato dall'inserimento del disco stesso per mezzo di un sistema meccanico. L'espulsione del disco avviene per mezzo dell'azionamento di un pulsante posto sul fronte dell'unità che fa scattare una molla che è caricata dall'operazione di inserimento del disco.
Un'eccezione è costituita dai drive installati dalla Apple a partire dal modello Apple Macintosh nei quali l'espulsione del disco è comandata dal sistema operativo (l'utente la deve comandare trascinando l'icona del lettore sul "cestino") e ottenuta per mezzo di un motore che spinge fuori il disco. Nel caso questo meccanismo non funzionasse (ad esempio per un'interruzione dell'alimentazione o un malfunzionamento), si può inserire una punta rigida in un piccolo foro davanti al lettore, forzando l'espulsione del disco (analogamente ai lettori di CD/DVD).

## Interfaccia
L'interfaccia fra il drive per i floppy disk e la mainboard del personal computer è uno dei pochi elementi che non sono stati variati negli anni dalla nascita del primo PC di IBM ad oggi. Il collegamento avviene oggi come allora con un cavo a 34 poli. Sullo stesso cavo si possono collegare due drive. Sebbene fossero originariamente previsti dei jumper di configurazione, in pratica la differenziazione fra i due drive è sempre stata ottenuta scambiando fra loro i fili dal 10 al 16 sul cavo.

### Piedinatura
| Pin     | Segnale                       |
| ------- | ----------------------------- |
| 2       | Tipo di floppy (HD/SD)        |
| 4       | non connesso                  |
| 6       | non connesso                  |
| 8       | Indice                        |
| 10      | Attivazione motore drive 0    |
| 12      | Selezione drive 1             |
| 14      | Selezione drive 0             |
| 16      | Attivazione motore drive 1    |
| 18      | Direzione movimento testine   |
| 20      | Step testina                  |
| 22      | Scrittura dati                |
| 24      | Abilitazione scrittura floppy |
| 26      | Testina in traccia 0          |
| 28      | Protezione in scrittura       |
| 30      | Lettura dati                  |
| 32      | Selezione testina             |
| 34      | Cambio disco                  |
| dispari | Massa                         |